# Tribby Peak
Der Tribby Peak ist Berg im Norden der Thurston-Insel vor der Eights-Küste des westantarktischen Ellsworthland. Er ragt 2,5 km westlich des Mount Bubier auf der Edwards-Halbinsel auf.
Das Advisory Committee on Antarctic Names benannte ihn 2003 nach Osborne Mead Tribby (1913–1967), Hospital Corpsman und beteiligt an der Rettung von sechs Überlebenden der am 30. Dezember 1946 auf der Noville-Halbinsel abgestürzten Martin PBM Mariner im Rahmen der von der United States Navy durchgeführten Operation Highjump (1946–1947).